# Creez
Creez ist ein Gemeindeteil der Gemeinde Hummeltal im Landkreis Bayreuth (Oberfranken, Bayern). Die Gemarkung Creez liegt teils auf dem Gemeindegebiet von Hummeltal, teils auf dem Gemeindegebiet von Mistelgau. Sie hat eine Fläche von 8,328 km² und ist in 1286 Flurstücke aufgeteilt, die eine durchschnittliche Flurstücksfläche von 6475,78 m² haben. In ihr liegen neben dem namensgebenden Ort die Gemeindeteile Bärnreuth, Eichen, Gubitzmoos, Hohenreuth, Hundshof, Laimen, Lenz, Moosing, Neß, Obere Culm, Rosengarten, Röthelbach, Schobertsberg, Schobertsreuth, Schützenmühle, Untere Culm und Voitsreuth.

## Geografie
Das Dorf Creez bildet mit Pettendorf und Pittersdorf im Norden eine geschlossene Siedlung. In Süd-Nord-Richtung fließt die Mistel. Das Hohenreuthbächlein mündet in Creez als linker Zufluss und der Röthelbach als rechter Zufluss in die Mistel. In Richtung Westen steigt das Gelände zum Deutes (502 m ü. NHN) an, einer Anhöhe, die zu den Ausläufern der Fränkischen Schweiz zählt. Creez ist von Acker- und Grünland umgeben.
Die von Pettendorf kommende Staatsstraße 2163 durchquert den Ort und führt weiter nach Bärnreuth (1,3 km südwestlich). Eine Gemeindeverbindungsstraße führt nach Gubitzmoos (1,5 km westlich). Anliegerwege führen nach Röthelbach (0,3 km südöstlich) bzw. zur Schützenmühle (0,5 km südlich).

## Geschichte
Gegen Ende des 18. Jahrhunderts gab es in Creez 18 Anwesen und ein Gemeindehirtenhaus. Die Hochgerichtsbarkeit stand dem bayreuthischen Stadtvogteiamt Bayreuth zu. Die Dorf- und Gemeindeherrschaft hatte das Hofkastenamt Bayreuth. Grundherren waren das Hofkastenamt Bayreuth (11 Halbhöfe, 4 Viertelhöfe, 1 Sölde, 1 Sölde mit Schmiede und Zapfenschenke) und die Verwaltung Ramsenthal (1 Halbhöflein).
Von 1797 bis 1810 unterstand der Ort dem Justiz- und Kammeramt Bayreuth. Nachdem im Jahr 1810 das Königreich Bayern das Fürstentum Bayreuth käuflich erworben hatte, wurde Creez bayerisch. Infolge des Gemeindeedikts wurde Creez dem 1812 gebildeten Steuerdistrikt Pettendorf zugewiesen. Zugleich entstand die Ruralgemeinde Creez, zu der Altenhimmel, Eichen, Gubitzmoos und Hohenreuth gehörten. Sie war in Verwaltung und Gerichtsbarkeit dem Landgericht Bayreuth zugeordnet und in der Finanzverwaltung dem Rentamt Bayreuth (1919 in Finanzamt Bayreuth umbenannt). Mit dem Gemeindeedikt von 1818 kam es zur Eingliederung folgender Gemeinden:
- Bärnreuth mit Neß, Rosengarten,
- Schobertsreuth mit Hundshof, Lenz, Obere Culm, Schobertsberg, Untere Culm,
- Voitsreuth.

Die vier Einöden Laimen, Moosing, Röthelbach und Schützenmühle wurden erst später auf dem Gemeindegebiet gegründet. Ab 1862 gehörte Creez zum Bezirksamt Bayreuth (1939 in Landkreis Bayreuth umbenannt). Die Gerichtsbarkeit blieb beim Landgericht Bayreuth (1879 in Amtsgericht Bayreuth umgewandelt). Die Gemeinde hatte 1964 eine Gebietsfläche von 8,320 km². Altenhimmel wurde nach 1885 nach Glashütten umgemeindet. Im Zuge der Gebietsreform in Bayern wurde die Gemeinde Creez am 1. April 1971 aufgeteilt:
- Bärnreuth, Creez, Eichen, Gubitzmoos, Hohenreuth, Neß, Röthelbach, Rosengarten, Schützenmühle und Voitsreuth kamen zur neu gebildeten Gemeinde Hummeltal,
- Hundshof, Laimen, Lenz, Moosing, Obere Culm, Schobertsberg, Schobertsreuth und Untere Culm zu der schon bestehenden Gemeinde Mistelgau.[9][10][11][12]

### Einwohnerentwicklung
Gemeinde Creez
| Jahr      | 1822  | 1840   | 1852   | 1855   | 1861   | 1867   | 1871   | 1875   | 1880   | 1885   | 1890   | 1895   | 1900   | 1905   | 1910   | 1919   | 1925   | 1933   | 1939   | 1946   | 1950   | 1952   | 1961  | 1970   |
| Einwohner | 313   | 447    | 409    | 423    | 424    | 410    | 436    | 443    | 471    | 482    | 448    | 443    | 419    | 404    | 399    | 384    | 391    | 377    | 353    | 527    | 483    | 428    | 325   | 349    |
| Häuser    | 52    |        |        |        |        |        | 57     |        |        | 67     | 69     |        | 67     |        |        |        | 66     |        |        |        | 69     |        | 68    |        |
| Quelle    | [ 7 ] | [ 14 ] | [ 14 ] | [ 14 ] | [ 15 ] | [ 16 ] | [ 17 ] | [ 18 ] | [ 19 ] | [ 20 ] | [ 21 ] | [ 14 ] | [ 22 ] | [ 14 ] | [ 23 ] | [ 14 ] | [ 24 ] | [ 14 ] | [ 14 ] | [ 14 ] | [ 25 ] | [ 14 ] | [ 8 ] | [ 26 ] |

Ort Creez
| Jahr      | 001819 | 001822 | 001861 | 001871 | 001885 | 001900 | 001925 | 001950 | 001961 | 001970 | 001987 | 002022 |
| Einwohner | 139    | 127    | 193    | 161    | 163    | 150    | 127    | 184    | 114    | 136    | 112 *  | 139    |
| Häuser    |        | 21     |        |        | 21     | 23     | 22     | 21     | 21     |        | 29 *   |        |
| Quelle    | [ 27 ] | [ 7 ]  | [ 15 ] | [ 17 ] | [ 20 ] | [ 22 ] | [ 24 ] | [ 25 ] | [ 8 ]  | [ 26 ] | [ 28 ] | [ 1 ]  |

## Religion
Creez ist seit der Reformation evangelisch-lutherisch geprägt und nach St. Bartholomäus (Mistelgau) gepfarrt. Seit der zweiten Hälfte des 20. Jahrhunderts ist die Pfarrei Friedenskirche (Hummeltal) zuständig.

## Verkehr
Der ÖPNV bedient das Dorf an einer Haltestelle der Buslinie 397 des VGN. Der nächstgelegene Bahnhof liegt in Creußen an der Bahnstrecke Schnabelwaid–Bayreuth und der nächste Fernbahnhof ist der Hauptbahnhof Bayreuth.